# アッペンツェラー・キャトル・ドッグ
アッペンツェラー・キャトル・ドッグ（英：Appenzener Cattle Dog）とは、スイス原産の牧牛犬種である。外見の通り、同じくスイス原産のバーニーズ・マウンテン・ドッグ、グレーター・スイス・マウンテン・ドッグ、エントレブッハー・キャトル・ドッグは親せきである。

## 歴史
オーストリアとの国境に近い、スイスのアッペンツェルで作出された。親せき種のいずれかとスピッツタイプの犬などの交配によって作られた犬種で、エントレブッハーと同じく牧牛犬・牧山羊犬として誘導を行っていた他、牛乳を積んだ重い荷車を引いたり、山で雪崩が起きたり遭難者が出たときには救助犬としても働く頼もしい犬種である。
もとより数が少なくて希少な犬種で、親せき種の中で最も絶滅する可能性が高いといわれていた時期もあったが、スイス国内で人気を集め、ヨーロッパにも注目されて人気を得た。犬種クラブも発足して数を増やしつつあり、現在は絶滅の危機が少ないがやはり希少であることに変わりは無い。FCIには1889年に公認された。

## 参考
- 『日本と世界の愛犬図鑑2007』（辰巳出版）佐草一優監修
- 『デズモンド・モリスの犬種事典』（誠文堂新光社）デズモンド・モリス著書、福山英也、大木卓訳 誠文堂新光社、2007年
- 『日本と世界の愛犬図鑑2009』（辰巳出版）藤原尚太郎編･著